# قسم بيشكوة موغوئي الريفي (مقاطعة فريدون شهر)
قسم بيشكوة موغوئي الريفي (بالفارسية: دهستان پیشکوه موگوئی) هي منطقة سكنية تقع في البلدة المركزية في إيران. يقدر عدد سكانها بـ 2,367 نسمة .